# Lester Allen
Lester M. Allen (Utica, 17 de noviembre de 1891-North Hollywood, 6 de noviembre de 1949) fue un actor, bailarín, cantante, comediante y artista de circo estadounidense. Después de comenzar su carrera como niño acróbata en el Barnum and Bailey Circus, se convirtió en intérprete de espectáculos de minstrel, burlesque y vodevil. Trabajó principalmente como bailarín y acróbata en las revistas musicales de Broadway George White's Scandals y Ziegfeld Follies en la década de 1910 y principios de la de 1920; finalmente progresó a cantar y actuar en papeles cómicos. Actuó como actor cómico en varias comedias musicales en Broadway durante la década de 1920 y principios de la de 1930. Hizo la transición al trabajo como actor de cine, apareciendo en más de 15 películas estrenadas entre 1941 y 1950. Murió tras ser atropellado por un vehículo de motor en 1949.

## Biografía
Lester Allen nació el 17 de noviembre de 1891 en Utica, Nueva York. Hijo de los inmigrantes rusos Raphael Allen (1855 - 21 de octubre de 1923) e Ida Bobin (1858 - febrero de 1948), su familia era judía. Comenzó su carrera en el entretenimiento cuando era niño, huyendo de su casa para convertirse en acróbata de circo a la edad de nueve años. Fue empleado del Barnum and Bailey Circus en los primeros años del siglo XX. Tras abandonar el circo, se dedicó primero a espectáculos de minstrel y luego de burlesque y vodevil, trabajando como bailarín, cantante, cómico y actor.
Allen hizo su debut en Broadway como el novio en el musical Miss Pocahontas de 1907 en el Lyric Theatre. En 1908 realizó una gira con el acto de vodevil Lawrence & Healey, interpretando el papel de 'Jake, the Jew Kid' en su sketch musical «Stage Struck Kid». Regresó a Broadway en 1909, interpretando a Oliver Hartford en la obra de Roy McCardell The Gay Life en el Daly's Theatre. Ese mismo año realizó una gira en la serie de sketches de vodevil Napanese con un elenco encabezado por Harry W. Fields. En 1911 realizó una gira en un acto de vodevil en el que hizo una variedad de personificaciones de celebridades. En 1913 realizó una gira por los circuitos de vodevil como miembro de la Fay Foster Company de Joe Oppenheimer, apareciendo en las burlettas «Yankees in Japan» y «Abe». En 1915 realizó una gira con la organización burlesca Million Dollar Dolls.
Allen logró el éxito en los escenarios de Broadway como bailarín y acróbata en revistas musicales durante la década de 1910 y principios de la de 1920; incluyendo actuaciones en varios de los George White's Scandals y en las Ziegfeld Follies. Su don para la comedia se mezcló con su don para el baile y las acrobacias, sobre todo en una versión cómica muy elogiada del baile apache en George White's Scandals de 1922. Asimismo, una reseña del Boston Sunday Post sobre el espectáculo Scandals of 1919 decía sobre Allen que «es todo un acróbata, puede interpretar sus rasgos como un artista y puede arrancar una risa al público, lo cual es bastante espontáneo. Es único». Él, junto con varios otros intérpretes de los George White's Scandals, fueron elegidos para la producción original de la ópera de jazz en un acto de George Gershwin Blue Monday (1922), interpretando el papel del trabajador del café y conserje Sam en blackface. En Scandals of 1924, él y la actriz Winnie Lightner cantaron a dúo que parodiaba la comedia Abie's Irish Rose.
A medida que envejecía, la carrera de Allen en Broadway cambió el énfasis del baile y las acrobacias hacia la actuación cómica. Protagonizó varias comedias musicales en Broadway, incluidos los papeles de Sandy en Florida Girl (1925), Señor Tostado y Mr. Brown en Rufus LeMaire's Affairs (1927), Planchet en Los tres mosqueteros (1928), Elmer Peters. en Top Speed (1929), y Al Darcy en Shady Lady (1933). En Top Speed cantó la exitosa canción del programa, «Keep Your Undershirt On», con Ginger Rogers, quien hacía su debut en Broadway en este espectáculo. En el escenario de vodevil durante las décadas de 1920 y 1930, apareció en un acto doble con Nellie Breen y también fue maestro de ceremonias en el Palace Theatre. En 1926 realizó una gira en la revista musical Hello Paris con Sophie Tucker como coprotagonista.
En 1929, Allen protagonizó su primer papel en la pantalla, interpretando el papel principal en el cortometraje de 1929 The Pusher-in-the-Face. En 1930 protagonizó la película Leave it to Lester, obra dirigida por Frank Cambria y que lleva su nombre. La película fue coprotagonizada por la cantante de Broadway Evelyn Hoey, quien luego fue trágicamente asesinada en 1935. Después del declive del vodevil en la década de 1930, Allen pasó a trabajar como actor de cine. Apareció en más de 15 películas estrenadas entre 1941 y 1950. Uno de sus papeles cinematográficos notables fue el personaje recurrente de Geoduck en la serie de películas Ma and Pa Kettle en la que se asoció con el actor Chief Yowlachie (como Crowbar) para formar un dúo cómico de nativos americanos. Interpretó al tío de Judy Garland en la película de Vincente Minnelli de 1948, El pirata. Garland usó un disfraz de payaso en una escena de esta película que anteriormente fue realizada para Allen por sus actuaciones en el musical de Broadway Rufus LeMaire's Affairs.
Allen murió después de ser atropellado por un vehículo de motor en North Hollywood el 6 de noviembre de 1949.

## Filmografía
- Love That Brute
- Ma and Pa Kettle
- That Lady in Ermine
- Crime on Their Hands
- El pirata
- Fun on a Weekend
- The Dark Mirror
- The Dolly Sisters
- The Great Flamarion
- Klondike Kate
- The Heat's On

### Citas
1. 1 2 3  Hess & Dabholkar, p. 206
2. ↑  Lester Allen in the U.S., Social Security Applications and Claims Index, 1936-2007; SSN 549186139
3. ↑  Zimel, Heyman (July 1928). «The Infinite Variety». B'nai B'rith Magazine XLII (10): 349.
4. 1 2  Stiegler, William G. (7 de febrero de 1929). «Lester Allen, Comedy Star of "Three Musketeers", Turned Tables on Ziegfeld; Rejected From Part Then Triumphed In It; Began Career by Running Away From Home at Age of 9 to Become Circus Acrobat». Cincinnati Times Star. p. 20.
5. 1 2 3  «Obituaries: Lester Allen». Variety. 9 de noviembre de 1949.
6. ↑  Bloom, p. 740
7. ↑  «Musical Treat Next Week». Moline Mail And Journal. 31 de octubre de 1908. p. 3.
8. ↑  «"THE GAY LIFE" IS VERY SAD; A Nondescript Piece at Daly's Which Has Nothing to Recommend It. COLLECTION OF SKETCHES Occasional Bright Line Does Not Redeem the General Vulgarity -- Most of Acting Poor.». The New York Times. 20 de abril de 1909. p. 9.
9. ↑  «At the Bijou». Dubuque Telegraph Herald. 15 de marzo de 1909. p. 3.
10. ↑  «The Columbia Program». Cincinnati Commercial Tribune. 3 de mayo de 1909. p. 4.
11. ↑  «At the Lyric». Muskogee Times Democrat. 22 de mayo de 1911. p. 7.
12. ↑  «Detroit Times». 27 de octubre de 1913. p. 3.
13. ↑  «Notes on the Stage». The Washington Post. 28 de noviembre de 1915.
14. 1 2  «Lester Allen, Dancer, Killed». The San Francisco Examiner. 8 de noviembre de 1949. p. 6.
15. ↑  Suriano, p. 9
16. ↑  «Under the Spotlight». Boston Sunday Post. 2 de diciembre de 1919. p. 36.
17. ↑  Pollack, pp. 270–271
18. ↑  Fields, p. 174
19. 1 2  Dietz, p. 557
20. ↑  Taylor, p. 55
21. ↑  Laurie, Joe, Jr. Vaudeville: From the Honky-tonks to the Palace. New York: Henry Holt, 1953. p. 230, 489.
22. ↑  Harvey, Walter (4 de junio de 1926). «News from Chiacago». The Vaudeville News and New York Star. p. 15.
23. ↑  Newton, p. 166
24. ↑  Hilger, p. 79